# Fajã de Água
Fajã de Água (em Crioulo cabo-verdiano: Fajã di Água) é uma vila na ilha Brava, Cabo Verde.

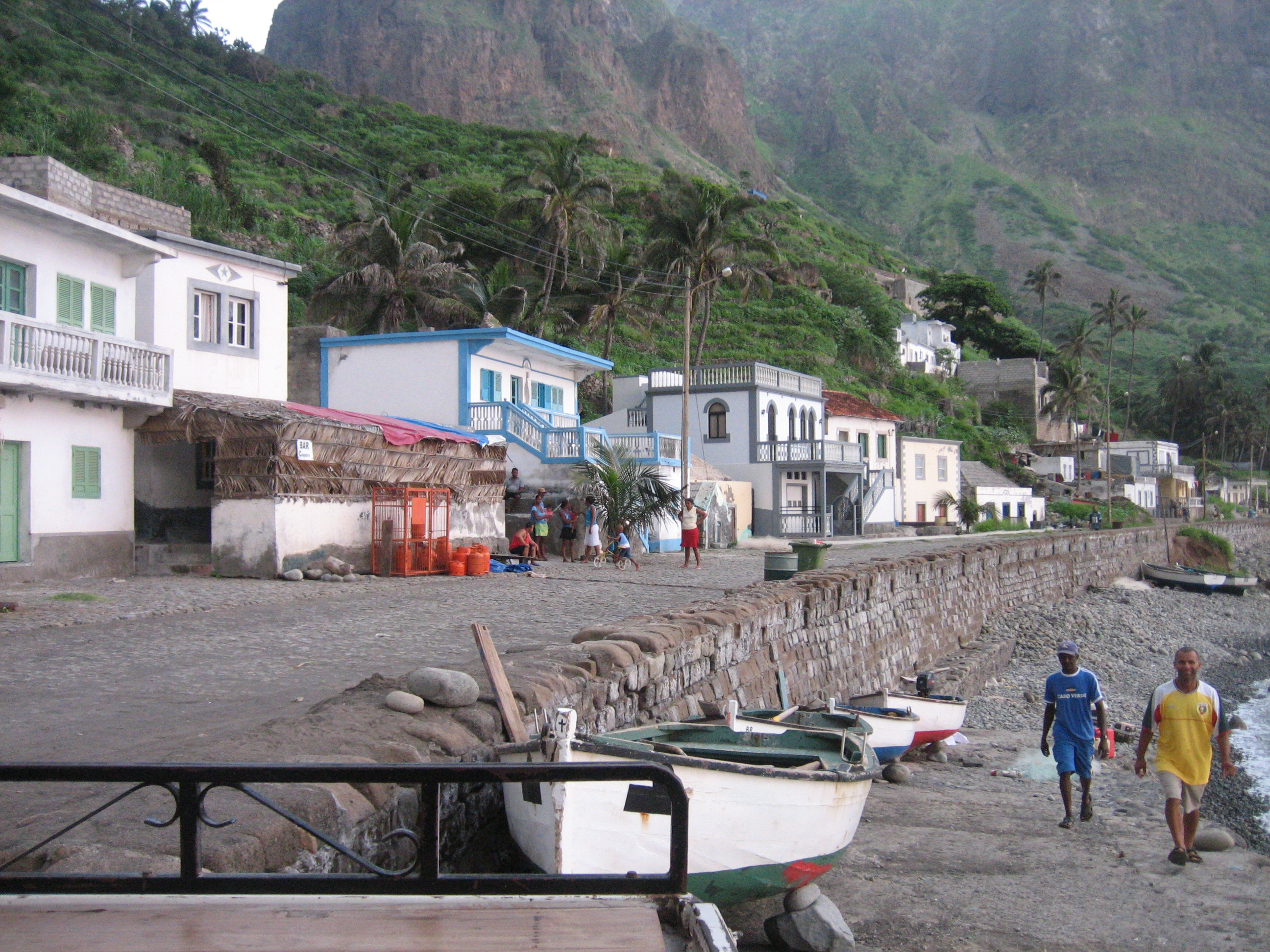
Rua Principal em Fajã de Água.

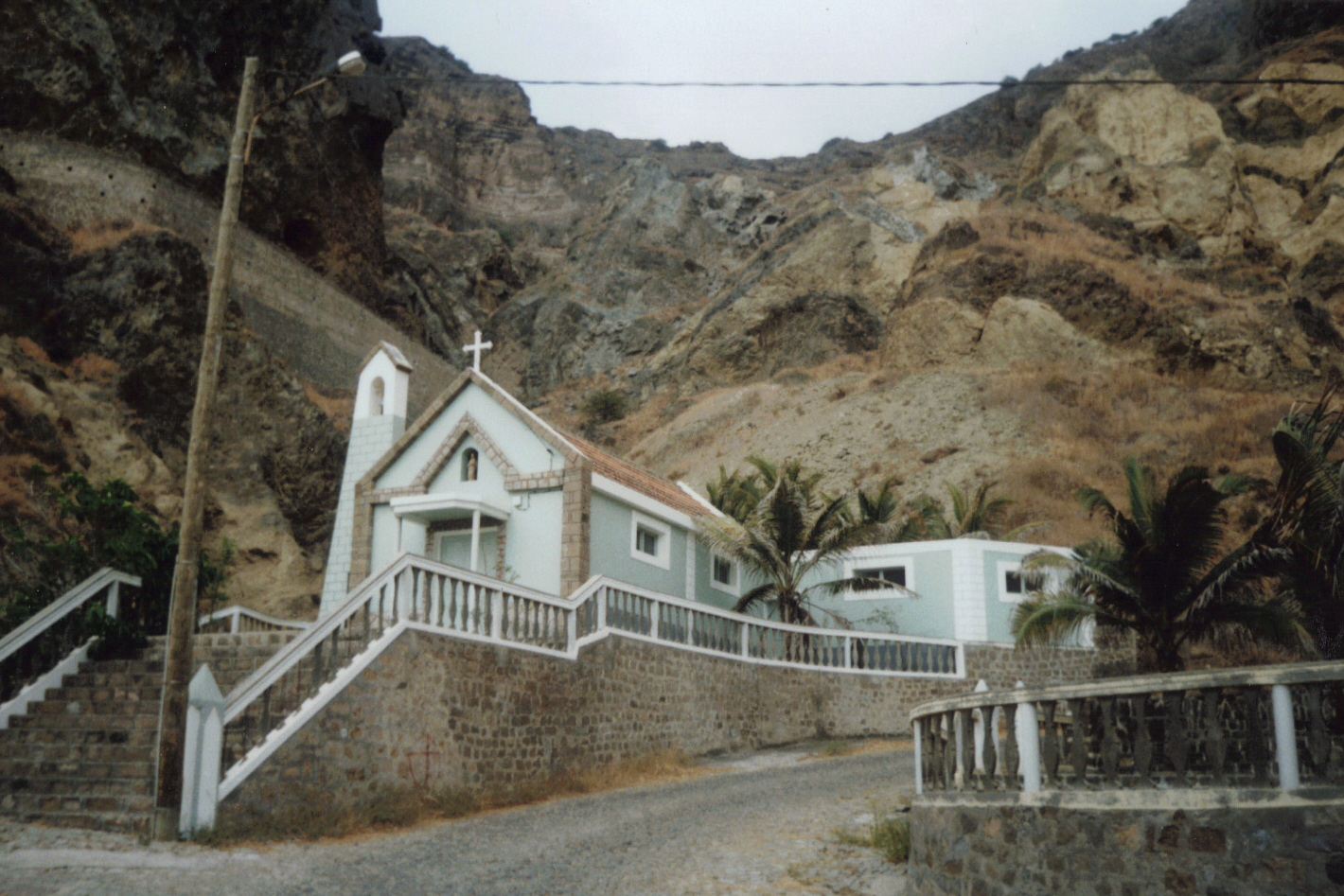
Igreja em Fajã de Água.

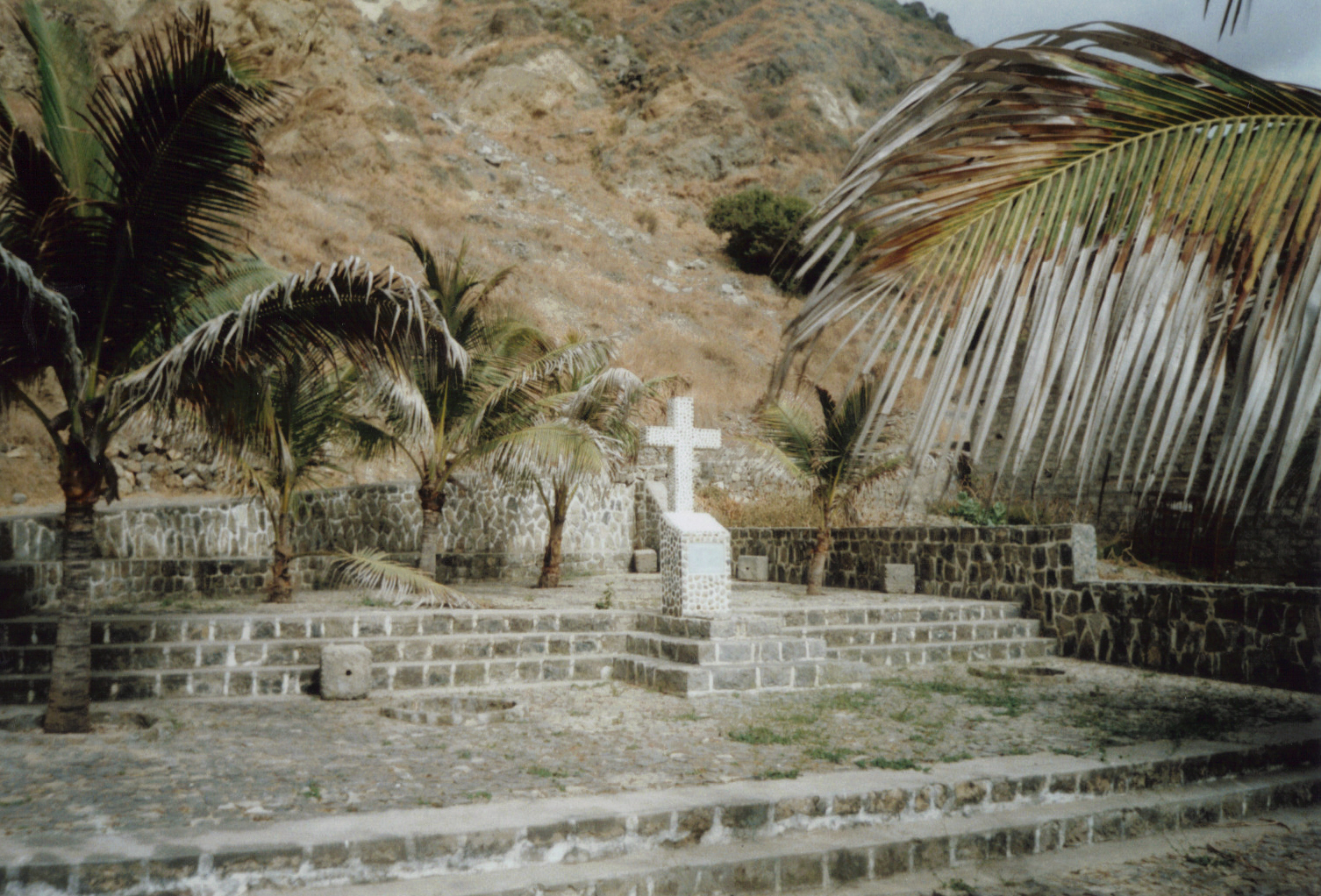
Monumento dos Emigrantes (1993).

Oeste de vila esse uma aeródromo abandonado nomeado Esperadinha, em zona de ponto extremo do oeste da ilha.

## Vilas próximas ou limítrofes
- (Cidade) Nova Sintra, este
- Cova Rodela, este